# Шкурдалов, Евгений Викторович
Евге́ний Ви́кторович Шкурда́лов (1 июля 1921, Невель, Витебская губерния, РСФСР — 17 мая 2000, Москва) — полковник Советской Армии, участник Великой Отечественной войны, Герой Советского Союза (1944).

## Биография

Могила Шкурдалова на Троекуровском кладбище Москвы

Евгений Шкурдалов родился 1 июля 1921 года в Невеле (ныне — Псковской области). Рано остался без родителей, рос в детдоме. Окончил среднюю школу. В 1938 году Шкурдалов был призван на службу в Рабоче-крестьянскую Красную армию. Участвовал в боях советско-финской войны. В 1941 году Шкурдалов окончил Ульяновское танковое училище. С августа того же года — на фронтах Великой Отечественной войны. В 1942 году окончил курсы усовершенствования командного состава. Участвовал в Сталинградской и Курской битвах.
К августу 1943 года старший лейтенант Евгений Шкурдалов был старшим адъютантом батальона 181-й танковой бригады 18-го танкового корпуса 5-й гвардейской танковой армии Воронежского фронта. Отличился во время освобождения Харьковской области Украинской ССР. 5—6 августа 1943 года экипаж Шкурдалова в составе ударной группы участвовал в освобождении села Уды и города Золочев, уничтожив более 200 солдат и офицеров противника, взяв в плен немецкого генерала с важными документами, захватив либо уничтожив большое количество боевой техники.
Указом Президиума Верховного Совета СССР от 10 марта 1944 года за «мужество, отвагу и героизм, проявленные в борьбе с немецкими захватчиками», старший лейтенант Евгений Шкурдалов был удостоен высокого звания Героя Советского Союза с вручением ордена Ленина и медали «Золотая Звезда» за номером 3557.
Участвовал в битве за Днепр. В декабре 1943 года Шкурдалов получил тяжёлое ранение. После окончания войны продолжил службу в Советской Армии. Участвовал в Параде Победы. В 1949 году Шкурдалов окончил Военную академию бронетанковых и механизированных войск. В 1955 году в звании полковника он был уволен в запас. Проживал и работал в Москве. Скончался 17 мая 2000 года, похоронен на Троекуровском кладбище Москвы.
Почётный гражданин Золочёва. Был также награждён орденами Красного Знамени и Александра Невского, двумя орденами Отечественной войны 1-й степени, орденом Отечественной войны 2-й степени, двумя орденами Красной Звезды, российским орденом «За заслуги перед Отечеством» 4-й степени, рядом медалей.